# Le Singe d'une nuit d'été (film, 1959)
Pour l’article homonyme, voir Le Singe d'une nuit d'été.
Pour plus de détails, voir Fiche technique et Distribution.
Le Singe d'une nuit d'été (titre original : Apes of Wrath) est un court métrage d'animation américain de la série Merrie Melodies mettant en scène Bugs Bunny, réalisé par Friz Freleng, sorti en 1959.

## Synopsis
Sur une île, dans la jungle, une cigogne doit livrer leur bébé à un couple de singes, M. et Mme Elvis. Mais, ivre, elle perd le bébé singe en route. Pour remplir malgré tout sa mission, elle assomme Bugs Bunny et le livre à la place du bébé singe.

## Fiche technique
- Titre : Le Singe d'une nuit d'été
- Titre original : Apes of Wrath
- Réalisation : Friz Freleng
- Scénario : Warren Foster
- Animateurs : Gerry Chiniquy, Arthur Davis, Virgil Ross
- Montage : Treg Brown
- Musique : Milt Franklyn
- Son : Treg Brown
- Producteur : John W. Burton
- Sociétés de production : Warner Bros. Cartoons
- Sociétés de distribution : Warner Bros.
- Pays d'origine :  États-Unis
- Langue : Anglais américain
- Format : Couleur (Technicolor) — 35 mm — 1,37:1 — Son : Mono
- Genre : Film d'animation, Comédie
- Durée : 7 minutes
- Dates de sortie :
  -  États-Unis :  18 avril 1959

## Distribution
- Mel Blanc :	Bugs Bunny / Stork / Elvis Gorilla / Daffy Duck (voix)
- June Foray : Mama Ape (voix)